# 別府タワー

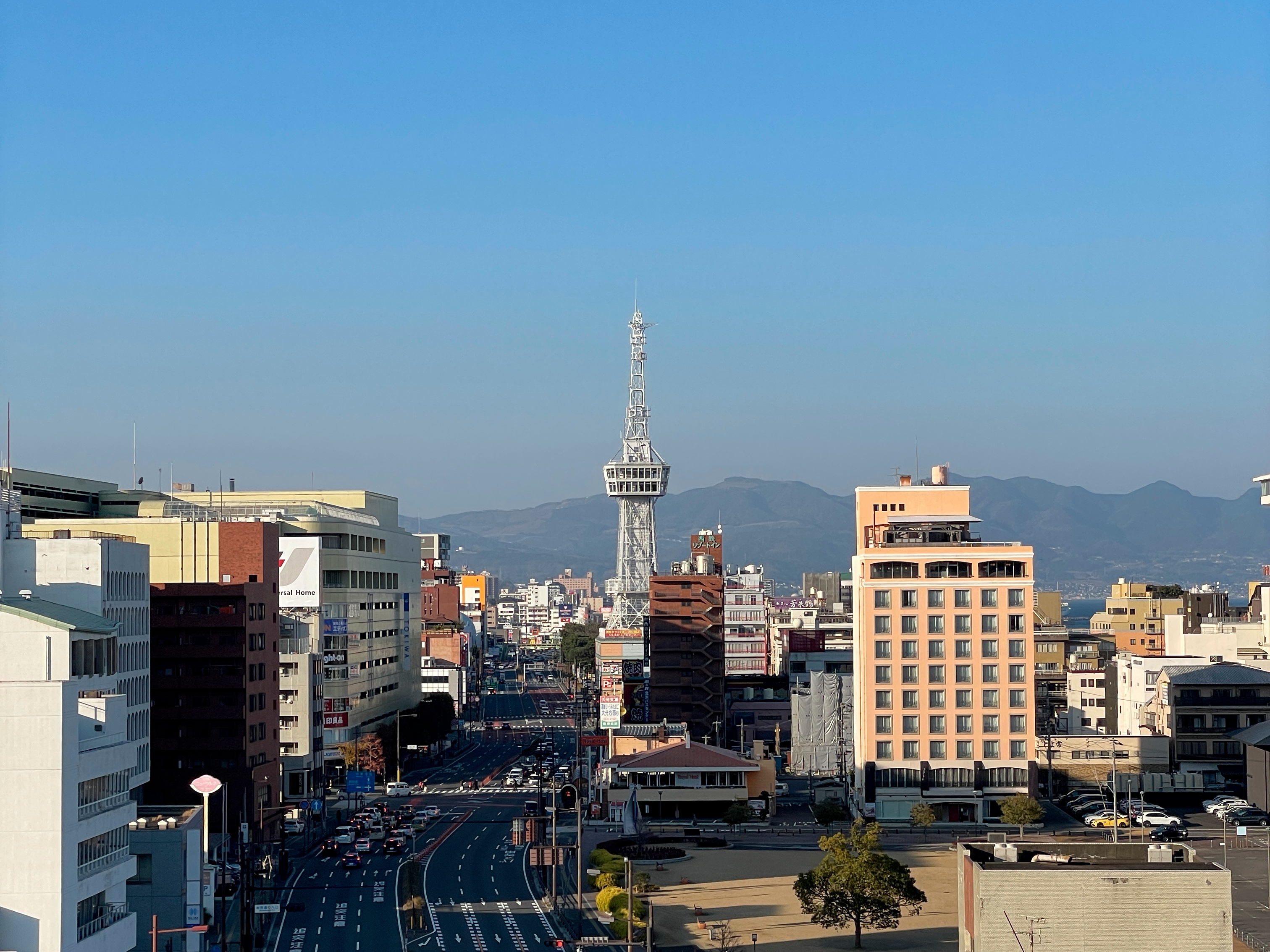
別府市中心部と別府タワー（2023年）

別府タワー（べっぷタワー）は、大分県別府市にある観光塔である。旧名、観光センターテレビ塔（かんこうセンターテレビとう）。高さは100メートル。名古屋テレビ塔、通天閣に次ぎ、日本で3番目に建てられた高層タワーで、別府観光のシンボルとして親しまれる。2007年10月2日に登録有形文化財に登録されている。

## 概要
名古屋テレビ塔（現、中部電力MIRAITOWER）、通天閣（2代目）、さっぽろテレビ塔、東京タワー、博多ポートタワーを設計し、「塔博士」とも呼ばれる建築構造家・内藤多仲のタワー六兄弟のひとつで、日本で3番目に建造されたタワーである。
東京タワー完成の1年前にあたる1957年3月20日から開催された別府温泉観光産業大博覧会の目玉施設として建設が構想され、当時の別府市長脇鉄一らが立ち上げた別府観光開発株式会社が建造した。しかし、資金繰りの関係から開幕には間に合わず、閉幕直前の5月10日に完成した。建造費用は2億8000万円。完成時の従業員募集では、希望者が数千人集まったという。
このタワーは当初電波塔としての利用が予定されていたが、大分県下の各放送局は別府市の十文字原高原に十文字原放送所（1959年開局、標高469メートル）を建設したため、その役割を果たすことはできなかった。しかし、1960年代に入ると年間100万人に及ぶ観光客と修学旅行生で賑わい、観光スポットとなった。
1970年代に入ると、隣接する国道10号の拡幅工事により敷地の一部が削られるなどして入場者数が減少。1987年、大きな収入源だった広告ネオンサインの契約が打ち切られたため、経営危機に陥り解体撤去も検討されたが、翌1988年、タイホーレジャーグループが会社を買収し、解体を免れた。その後、広告ネオンサインは朝日ソーラーを経て、2002年から大規模改修直前の2022年5月まではアサヒビールと契約していた。
2021年3月、県内で稲積水中鍾乳洞や別府アートミュージアム等を運営する不動産・観光事業会社・開世通商株式会社（現、カイセイ地所トラスト株式会社）が別府タワーを買収。2022年5月10日から大規模改修を開始し、2023年1月27日にリニューアルオープンした。前日の1月26日には内覧会、式典及び点灯式が行われ、レインボーカラーにライトアップされた。
マスコットキャラクターとして、2010年2月制定の「別府三太郎」と、2019年制定の「別府タワーちゃん」が存在したが、ともに終了している。

## 施設
鉄骨鉄筋コンクリート構造の建物の上に鉄骨構造の塔を組み、秒速160メートルの台風にも耐えうる構造となっている。タワー完成時の高さは100メートル。後にアンテナなどを取り外したため90メートルとなっていたが、避雷針を付け替え、100メートルに復元された。
2022年から2023年にかけての大規模改修では、避雷針を付け替えたほか、鉄骨部分が完成当時の色に復元された。ネオンサインが撤去された一方、鉄骨部分には様々な色でのライトアップが可能なLED照明が増設された。また、展望台のガラスをすべて交換する等、内部も大幅に改装された。

### 展望階
- 17階【海と山と湯のまち展望台】（受付）
  - 展望カフェ〜湊〜
  - 天空スクリーン光のステージ
  - 別府タワー神社[21]
  - 高さ55メートルに位置し、別府市街や別府湾が一望できる。
- 16階【海と山と湯のまち展望台】
  - スペースファンタジー ギャラクシーウォーク
  - シャイニングステップボード[12][21]

### 建物階
- 5階〔屋上〕【 Beppu Tower Space Deck ～BBQ & Sauna～ 】（ビアガーデン・サウナ）[12][21]〔中間展望デッキ〕（幸せの鐘）[21]
- 4階【クイーンズエコー】（カラオケ）[21]
- 3階【カプセルホステル別府タワー】（ホテル）
- 2階【別府アートミュージアム】（美術館）[22][21]
- 2階【カイセイグループ本社】（運営会社）[23]
- 1階【CREOLE CAFE】（カフェ・バー）[21]
- 1階【ダイコクドラッグ】（ドラッグストア）

#### かつて所在した施設
- 3階 - Ustreamスタジオ大分[24]
- 3階 - タワーホール[24][25]
- 2階 - タイホーレジャーグループ本社[26]

## 沿革
- 1956年8月13日 - 別府観光開発株式会社設立[6]。
- 1957年5月10日 - 完成。当時の名称は観光センターテレビ塔。広告ネオンサインはサッポロビール[18]。
- 1961年1月1日 - 別府タワーに名称変更[18]。
- 1963年4月 - 広告ネオンサインが松下電器産業（現 パナソニック）に。表示は「ナショナル」[18]。
- 1987年 - 松下電器産業が広告ネオンサインから撤退、経営危機に陥る。
- 1988年 - タイホーレジャーグループが買収。広告ネオンサインが朝日ソーラーに[18]。
- 2002年 - 広告ネオンサインがアサヒビールに[18]。
- 2006年 - 翌年に50周年を迎えることを記念し、登録有形文化財への登録を申請。
- 2007年
  - 5月10日 - 50周年記念写真展が開催される。[要出典]
  - 10月2日 - 国の登録有形文化財に登録（官報告示は同年10月22日）。
- 2010年2月15日 - 別府タワー新キャラクター「別府三太郎」発表[27]。※2021年3月廃止[要出典]
- 2021年
  - 3月16日 - 開世通商（現、カイセイ地所トラスト）がタイホーレジャーグループの別府観光開発から施設を買収[10][11]。
- 2022年
  - 3月4日 - カイセイグループ本社（カイセイ地所トラストおよびカイセイ・プロパティーズ）が2階に移転[23]。
  - 3月19日 - 秋葉町にあった別府アートミュージアムが2階に移転[22]。
  - 5月10日 - 65周年記念に伴い、大規模改修工事着工。
  - 6月 - アサヒビールが広告ネオンサインから撤退。
  - 8月22日 - 展望台部分の改修工事に入るため展望台の営業を完工まで休止[28][29]。
- 2023年
  - 1月26日 - 大規模改修工事完成記念式典・点灯式[14]。
  - 1月27日 - リニューアルオープン[14]。
  - 8月7日 - 日本夜景遺産（ライトアップ夜景遺産）に認定[30]。
- 2024年  4月20日 - 5階屋上でテナントによるビアガーデンが開始。
- 2025年7月15日 - 3階 カプセルホテルがテナントととして開業。
- 2025年  7月25日 - 5階屋上で新テナントによるビアガーデンとサウナが開始。

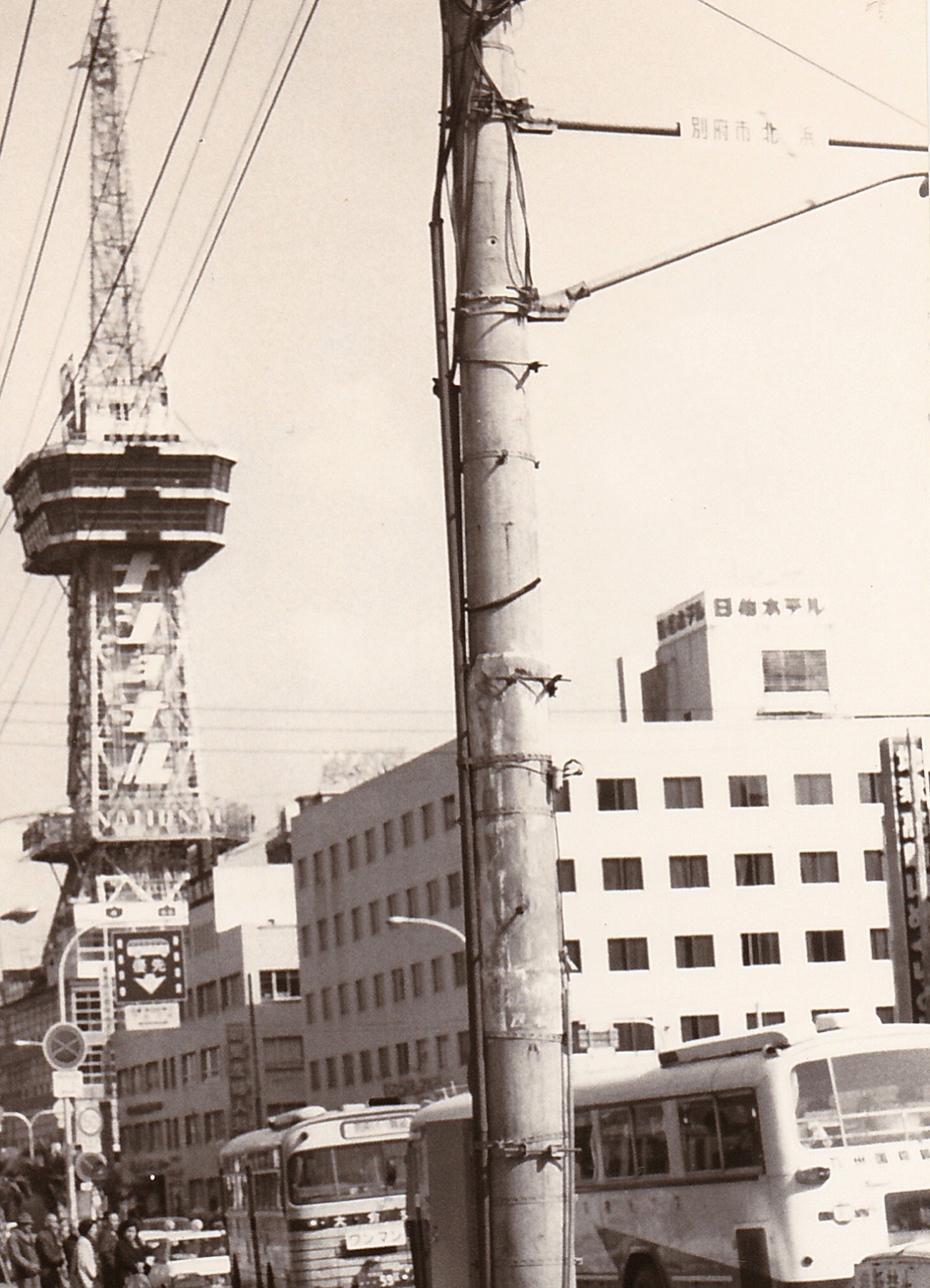
1960年代
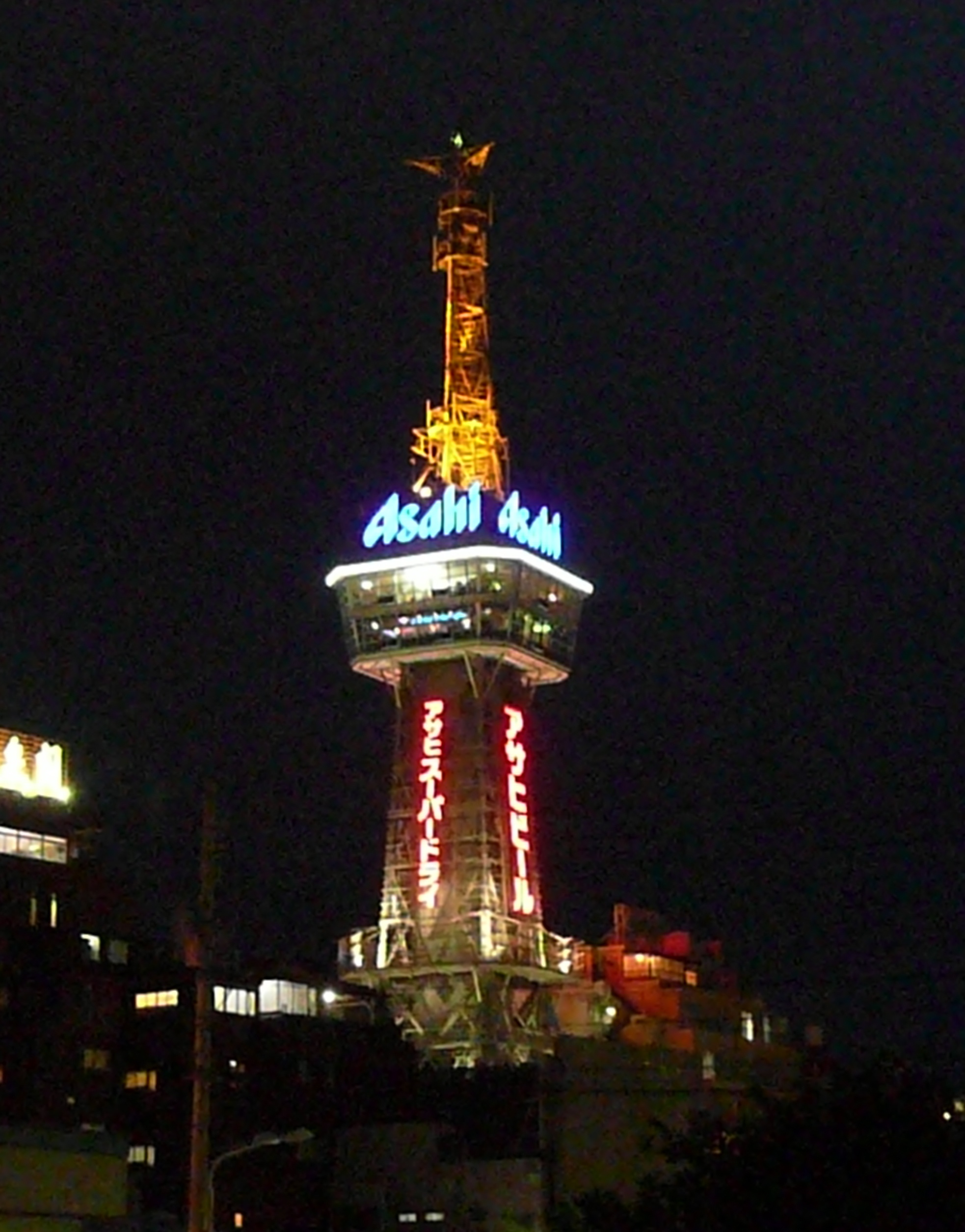
2007年（夜景）
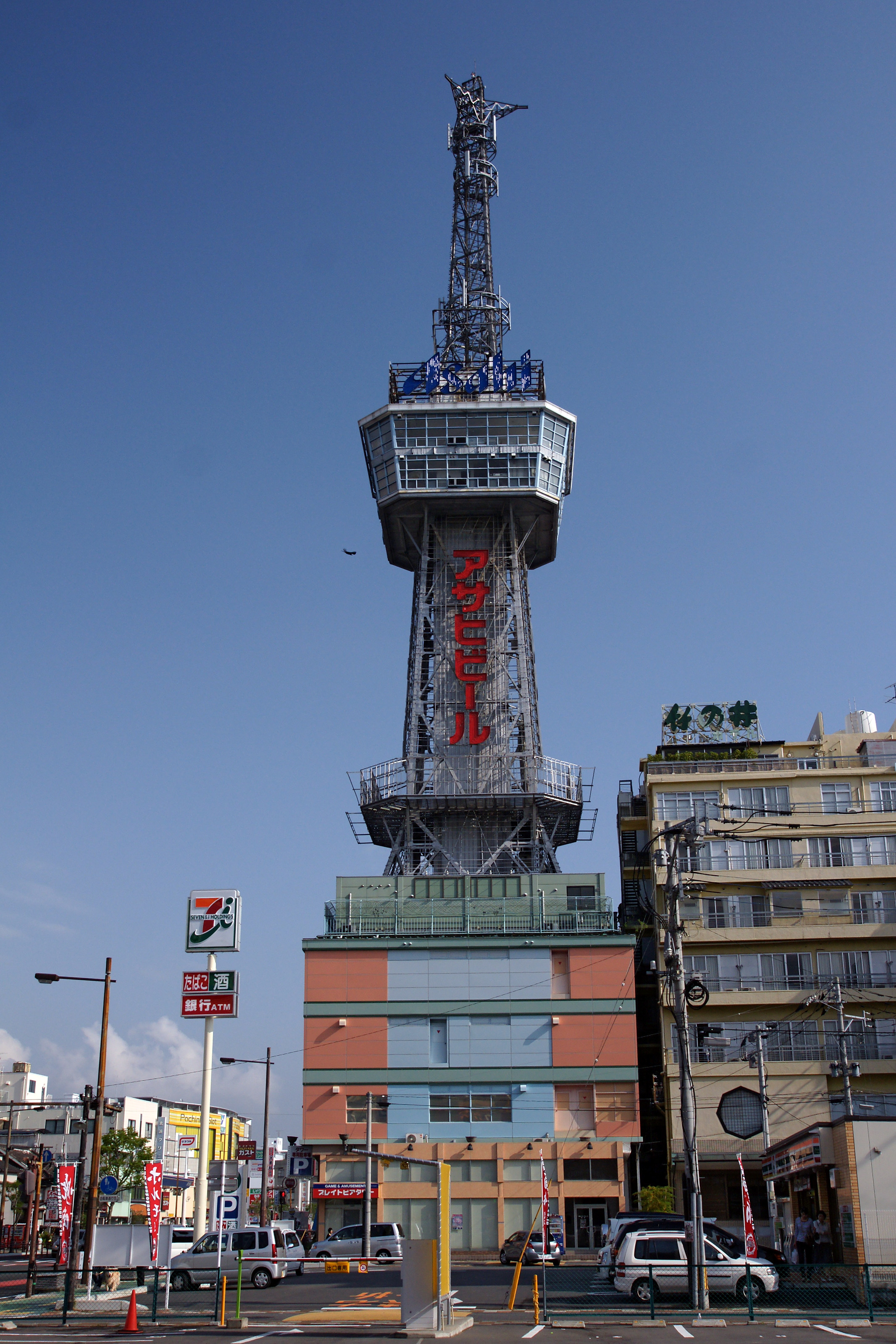
2009年
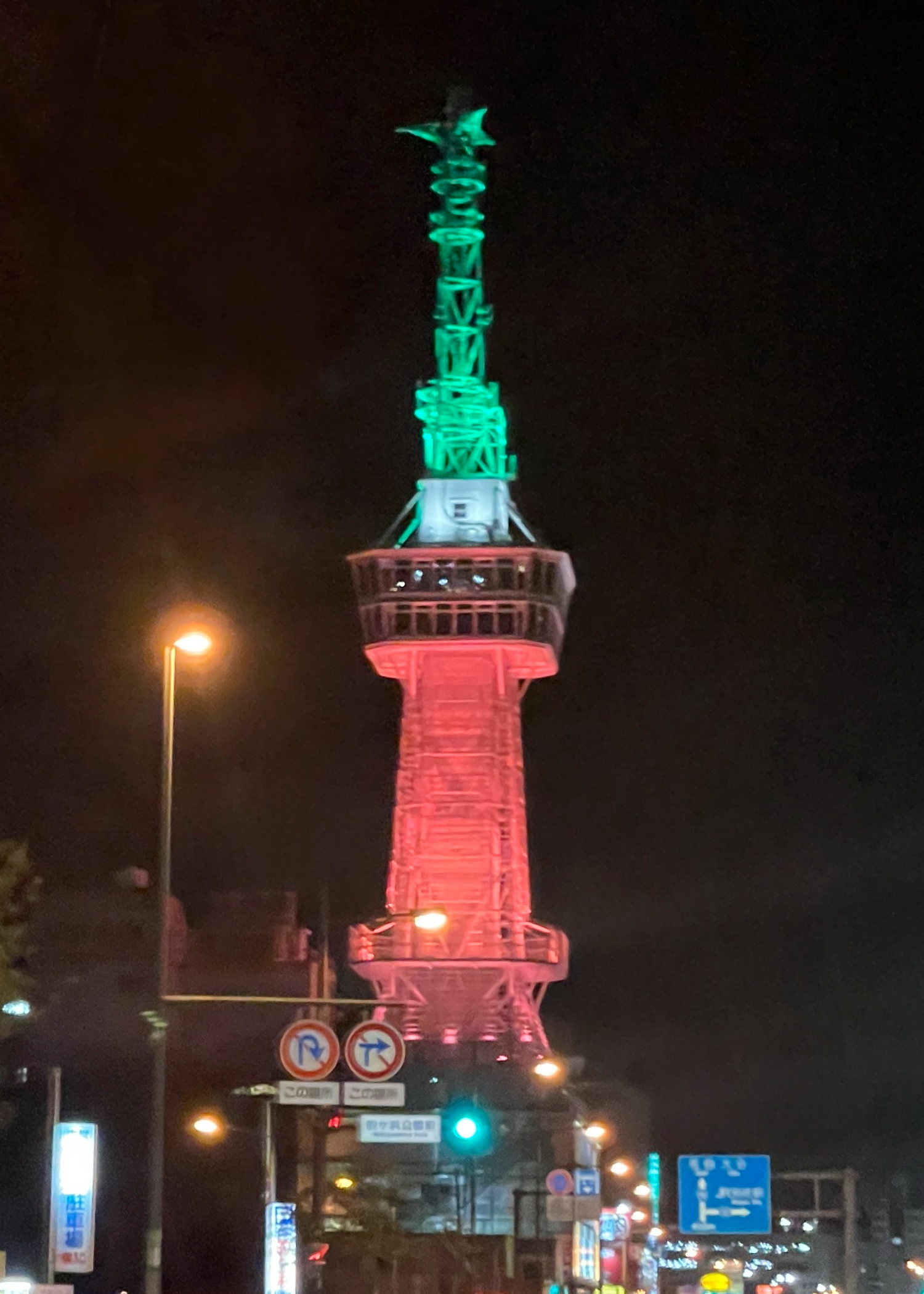
2022年（夜景）

## 所在地
- 大分県別府市北浜三丁目10番2号

## 交通
- 九州旅客鉄道（JR九州）日豊本線 別府駅下車、徒歩で約9分。
- 大分交通または亀の井バス「別府タワー前」停留所すぐ、「別府北浜」停留所・バスセンターより徒歩で約3分。

## 別府タワーを扱った作品
- ゴジラvsスペースゴジラ - 1994年の映画作品。別府タワーが登場している[31]。
- 大怪獣ブゴン - 田口清隆監督の怪獣短編映画。ロケ地として登場し、ミニチュア撮影が行われた。映画に使われたミニチュアでは、ネオンサインが実物と異なり、「Beppu」、「別府タワー」、「ようこそ別府」になっている[32][31]。現在、ミニチュアは別府タワー2階の別府アートミュージアムに展示されている[33]。